# Thouinia discolor
Thouinia discolor är en kinesträdsväxtart som beskrevs av August Heinrich Rudolf Grisebach. Thouinia discolor ingår i släktet Thouinia och familjen kinesträdsväxter. Inga underarter finns listade i Catalogue of Life.